# Charles Deering Estate
Charles Deering Estate (conosciuta anche come Deering Estate at Cutler) fu la residenza in Florida dell'imprenditore Charles Deering, che vi morì nel 1927.

## Storia

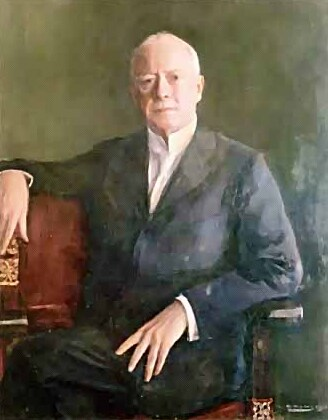
Charles Deering nel 1914

Nel 1900 S. H. Richmond costruì a Cutler (nei pressi di Palmetto Bay) un'abitazione in legno che sua moglie, Edith, adibì a locanda chiamandola Richmond Cottage.
Tra gli ospiti del Richmond Cottage, secondo il registro del 1900 della locanda, vi furono Henry Flagler e James Ingrahm. Nel 1901 il Miami Metropolis indicò il Richmond Cottage come l'albergo più a sud della parte continentale degli Stati Uniti.
Charles Deering acquistò l'abitazione nel 1916 e vi si trasferì nel 1922.
Charles Deering era un imprenditore nato il 31 luglio 1852 a Paris (Maine). Dopo essersi laureato nel 1873 nella United States Naval Academy ed aver prestato servizio nella marina fino al 1881, divenne segretario nell'azienda di famiglia Deering Harvester Company che nel 1902 si fuse con la McCormick Harvesting Machine Company nella International Harvester, del quale divenne presidente.
Deering visse nella tenuta di 1,8 km2 per cinque anni, dal 1922 al 1927.
Qui Charles Deering morì all'età di 75 anni il 5 febbraio 1927.
Dopo la morte di Deering la tenuta passò a sua moglie ed ai figli.
Nel 1985 la proprietà fu acquistata dallo stato della Florida.

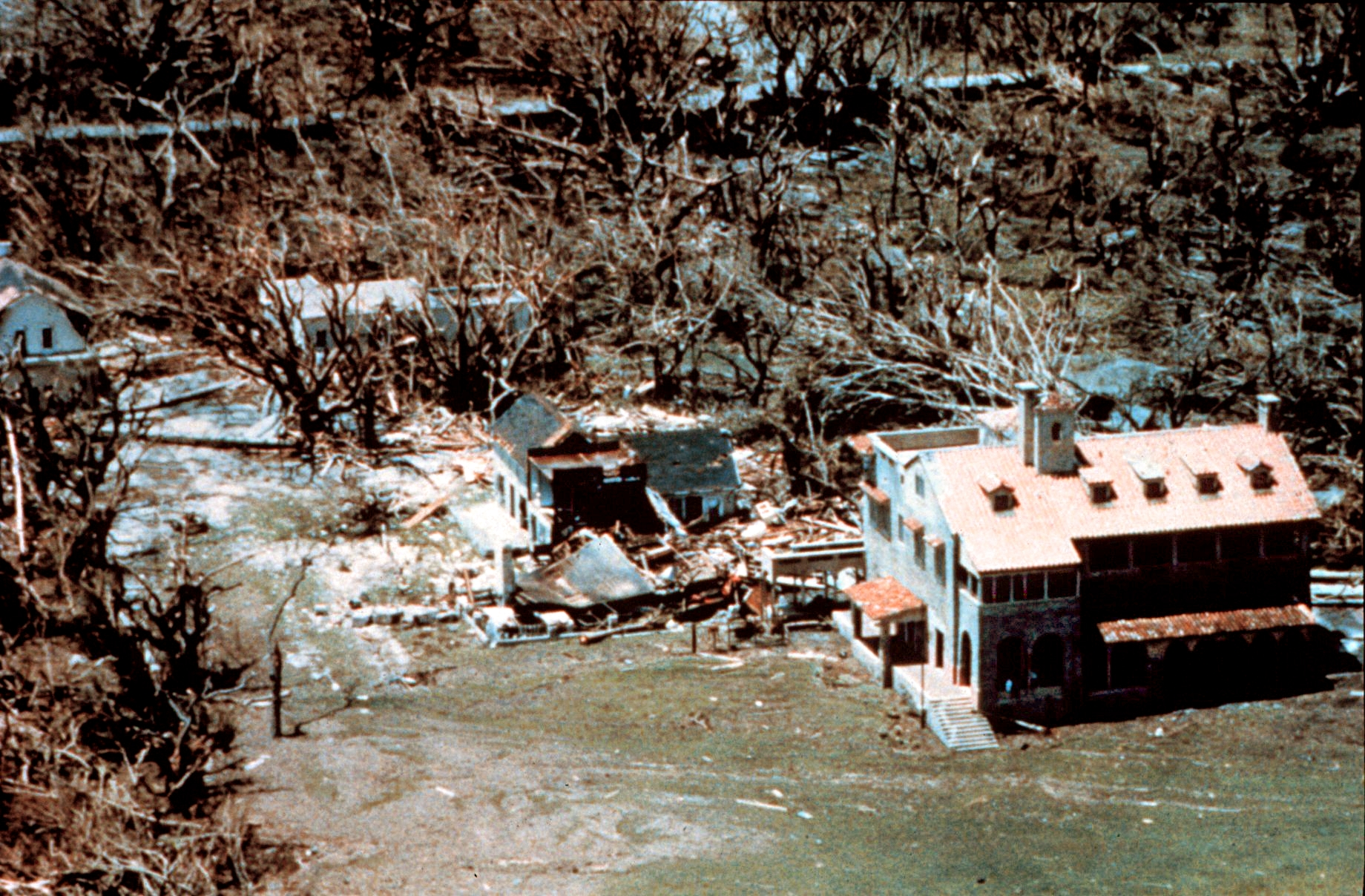
Deering Estate colpita dall'uragano Andrew

Il 24 agosto 1992 la tenuta fu colpita dall'uragano Andrew con venti oltre 270 km/h. 
Il lungomare della tenuta fu devastato da onde che raggiunsero il secondo piano delle abitazioni e dall'acqua che salì di cinque metri sopra il livello del mare.
Il Richmond Cottage fu scardinato dalle sua fondamenta e frantumato dall'uragano.
Il restauro prese sette anni e costò 7,2 milioni di dollari, per riaprire al pubblico nel 1999.

## Descrizione

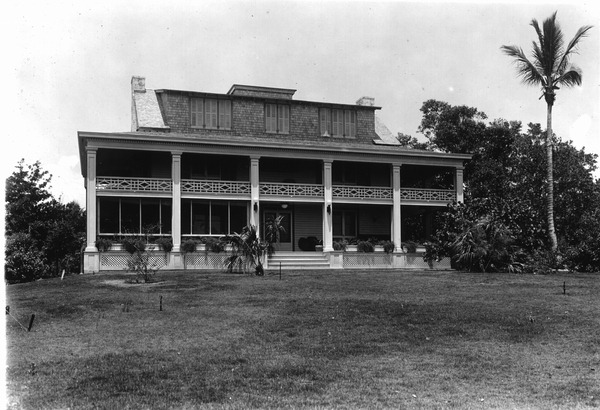
Richmond Cottage nel 1916.

La proprietà è costituita da un edificio in legno di tre piani costruito nel 1900, chiamato il Richmond Cottage, e da una casa in pietra, anch'essa di tre piani. Nella proprietà sono stati anche altri edifici accessori alla tenuta. Il terreno ospita anche quella che è considerata la più ampia foresta costiera degli Stati Uniti d'America.
La casa ed il terreno sono stati utilizzati più volte nella serie televisiva degli anni 1980 Miami Vice.
Fu anche il punto di partenza per il reality show televisivo The Amazing Race del 2007.
All'interno della proprietà sono stai trovati anche importanti reperti archeologici. Il Cutler Burial Mound è uno dei rari tumuli preistorici presenti nella Contea di Miami-Dade. Il tumulo ha una base di circa 11,5 m per 6 m ed è alto circa 1,5 m. I reperti del tumulo risalgono ai periodo della cultura Glades, sviluppatasi in Florida dal 500 a.C. fino al contatto con gli europei. Si ritiene che il tumulo contenga le sepolture di un numero tra 12 e 18 di nativi americani. Il tumulo è stato profanato più volte. Henry Perrine Jr, figlio di Henry Perrine, negli anni 1860 rimosse dal tumulo diversi teschi mentre era alla ricerca del tesoro del pirata Black Caesar. Ralph Munroe eseguì scavi nel tumulo nel 1890 e nel XX secolo alcuni bambini scavarono nel tumulo e rimossero ossa e reperti; alcune delle ossa furono recuperate e riposte nel tumulo. Al tumulo si accede tramite una passerella.
Nel 1979 all'interno di una dolina nel Deering Estate furono rinvenute ossa di animali del Pleistocene insieme ad ossa e reperti di paleoamericani. Il sito fu acquistato dalla Contea di Miami-Dade ed ora è parte del parco del Charles Deering Estate.

## Deering Estate Foundation
Nel 1989 è nata la Deering Estate Foundation, finalizzata a sviluppare la consapevolezza, il coinvolgimento, la comprensione e l'utilizzo della Deering Estate at Cutler oltre a raccogliere fondi a supporto della formazione, ricerca, mostre e raccolte, conservazione naturale e restauro storico e salvaguardia. Gli uffici della fondazione sono al terzo piano del Richmond Cottage.

## Galleria d'immagini

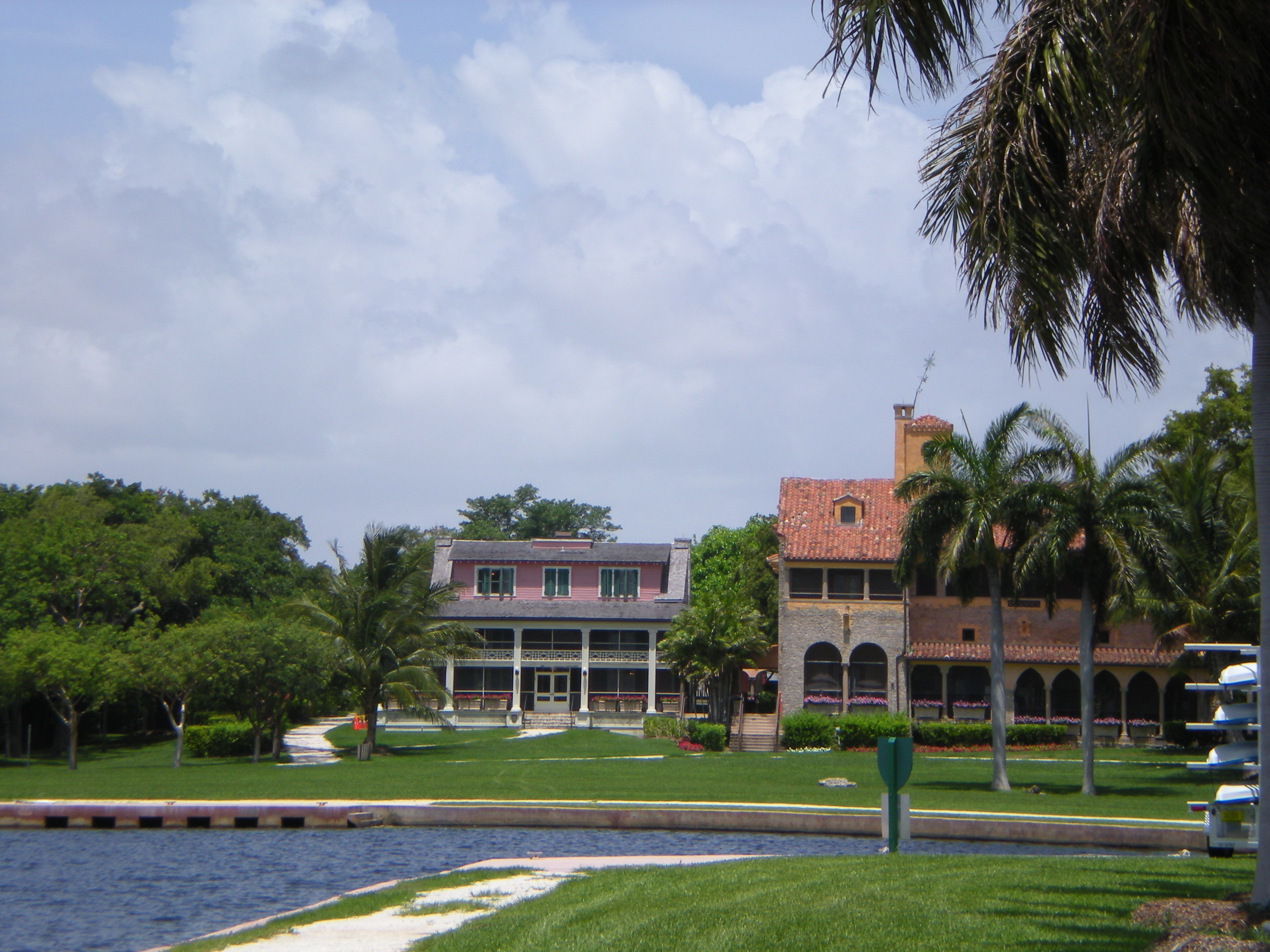
Richmond Cottage (a sinistra) e la Stone House
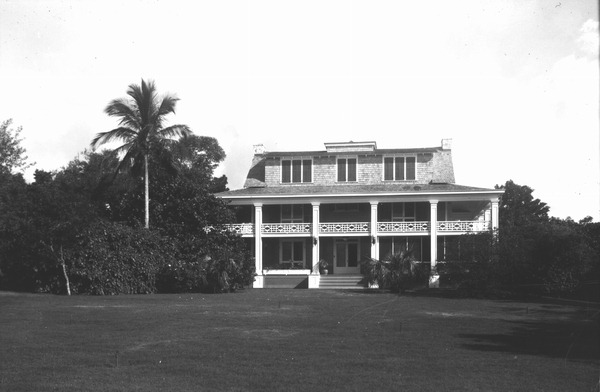
Richmond Cottage
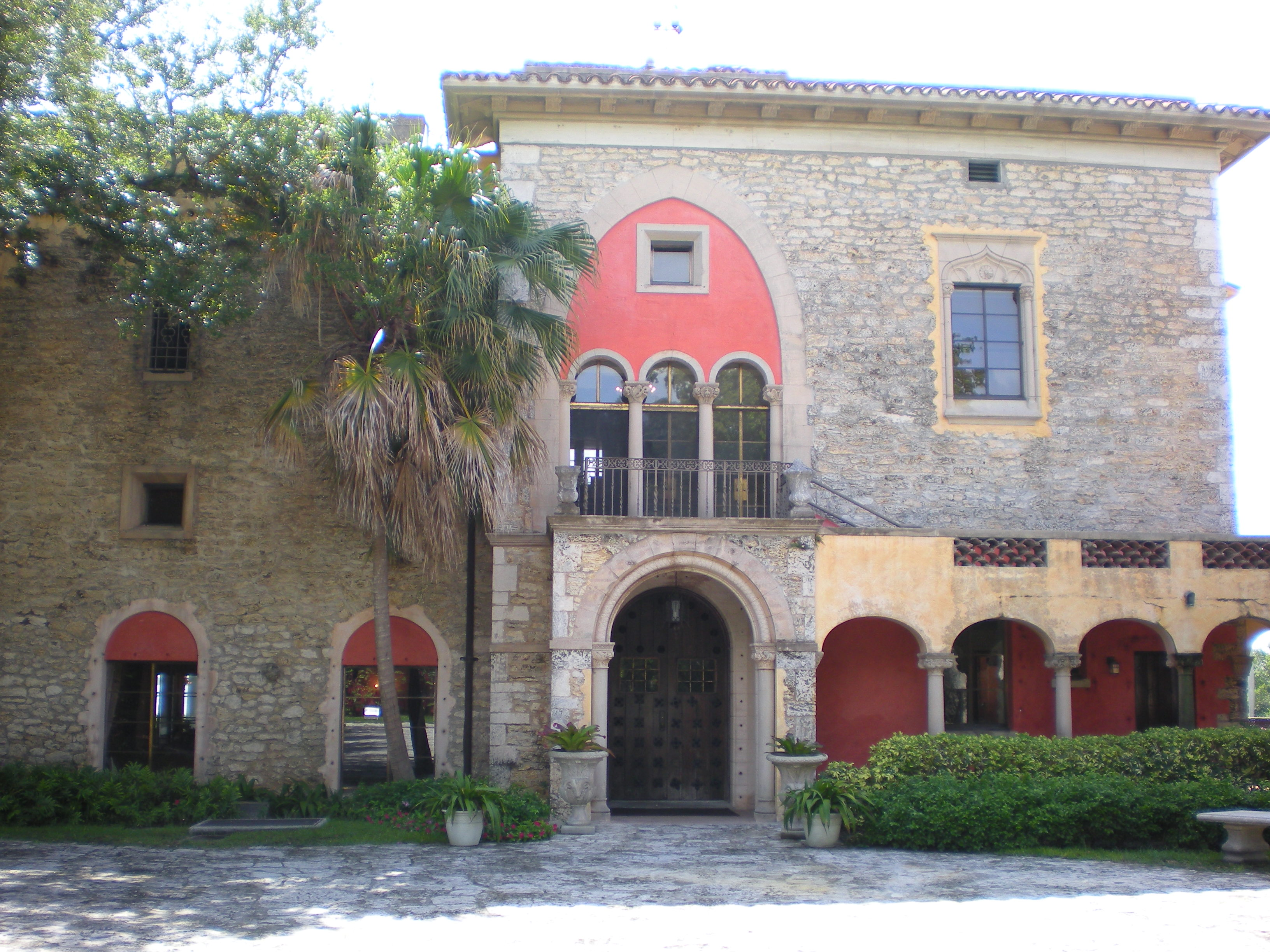
Stone House
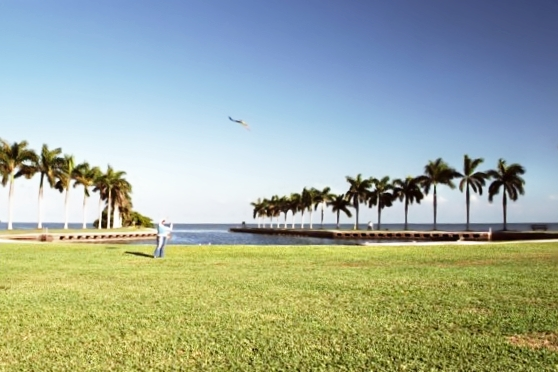
Prato e banchina